# Élisa, un roman photo
Elisa, Top Model est une série télévisée française en 26 épisodes de 52 minutes créée par Jean-François Porry issue des séries d'AB Productions, diffusée entre le 25 septembre 1996 et le 27 novembre 1996 sur TF1.
La série a été ensuite rediffusée en 1999 sous le titre Élisa, un roman photo sous le format de 52 épisodes de 26 minutes puis sur AB1.

## Distribution
- Agatha Mrowiec-Thomas : Élisa Gauthier
- Alice Evans : Clara
- Alexis Dupuy : Laurent Williamson
- Sylvie Weber : Aline
- Morgane Le Tac : Marie-Charlotte
- Hervé Noël : Grégory
- Elsa De Breyne : Lily
- Benjamin Kaufols : Stéphane
- Marie-Christine Demarest : Julie
- Jean Sarrus : André
- Pascal Gauchot : Alexandre
- Jérôme Brunner : Julien
- Caroline Hème : Laura
- Serge Maillat : M. Demarchelière
- Delphine Malachard : Rebecca
- Hervé Bernard Omnes : José
- Patricia Cartier : la mère d'Élisa
- Anthony de Baeck : François-Xavier
- Corentin Koskas : Lemon
- Julien Courbet : dans son propre rôle (5 épisodes)
- Léa Bosco : Stéphanie

## Épisodes
La série a d'abord été diffusée sous le titre Élisa Top Model : la série comptait alors 26 épisodes de 52 minutes chacun. Mais TF1, non satisfait, stoppa sa diffusion avant la fin. Seuls les 10 premiers épisodes ont été diffusés chaque mercredi entre le 25 septembre et le 27 novembre 1996.
La série fut ensuite rediffusée entre le 16 avril et le 4 novembre 1999 sous le titre Élisa un roman photo, avec un nouveau format : la série comptait alors finalement 52 épisodes de 26 minutes. Grâce à ce nouveau format, la série rentra plus facilement dans les grilles des programmes.

### Élisa, Top Model
1. La rencontre
2. Comment l'apprendre aux garçons
3. Le verdict
4. Grégory se lance dans la photo
5. La signature
6. Alexandre sort de la vie d'Élisa
7. Premier reportage
8. Rebecca, le retour
9. FX
10. Stéphanie et Grégory
11. Le déjeuner d'Aline
12. Lipstick
13. Lunettes noires
14. Le sens de l'amour
15. Premier chèque
16. La photo qui tue
17. Deauville
18. Sale temps pour Laurent
19. Élisa reçoit
20. Aline dans tous ses états
21. Drame
22. Qui sème le vent
23. MC Flash
24. Laura la louve
25. Adieu
26. Règlements de comptes

### Élisa, un roman photo
1. Une sacrée chance
2. Le test
3. Comment l'apprendre aux garçons
4. L'absence d'Alexandre
5. Le verdict
6. Les tests photos sont excellents
7. Un rendez-vous important
8. Grégory se lance dans la photo
9. Le répondeur de Grégory
10. La signature
11. Alexandre sort de la vie d'Élisa
12. Des fleurs pour Aline
13. Stéphane prit en flagrant délit
14. Premier reportage
15. Rebecca le retour
16. Le casting de Grégory
17. Les débuts d'Aline
18. FX
19. Stéphanie et Grégory
20. Quatre séances
21. Le déjeuner d'Aline
22. Le fiancé de Stéphanie
23. Rebecca et la moto
24. Lipstick
25. Lunettes noires
26. Démasqué
27. Filles sur une moto
28. Le sens de l'amour
29. Premier chèque
30. Steph et Valy
31. La photo qui tue
32. Explication
33. Deauville (1)
34. Deauville (2)
35. Sale temps pour Laurent (1)
36. Sale temps pour Laurent (2)
37. Élisa reçoit (1)
38. Élisa reçoit (2)
39. Aline dans tous ses états
40. La porte
41. Drame
42. Les malheurs de Grégory
43. Qui sème le vent
44. Grégory récidive
45. Paparazzo
46. Mc Flash
47. Laura, la louve
48. Tenues de soirées
49. La découverte de Clara
50. Lettre d'adieu
51. Abandonné
52. Règlement de comptes

## Anecdotes
- Julien Courbet, animateur à l'époque sur TF1, a fait une petite apparition dans son propre rôle lors des épisodes 45 et 49 à 52. Dans l'épisode 45, il embrasse Rebecca, jouée par Delphine Malachard avec qui il va par la suite co-animer Intervilles.
- Delphine Malachard qui joue le rôle de Rebecca, a été animatrice de l'émission de télé réalité Mon incroyable fiancé et a participé à l'émission de télé réalité Je suis une célébrité, sortez-moi de là !. Elle fait également partie de la famille de Charlotte de Turckheim.